# San Sebastían Carboneras
San Sebastían Carboneras är en småstad i kommunen Temascaltepec i delstaten Mexiko i Mexiko. Samhället hade 1 617 invånare enligt INEGIs folkräkning år 2020.